# Caulolatilus affinis
Caulolatilus affinis е вид бодлоперка от семейство Malacanthidae. Видът не е застрашен от изчезване.

## Разпространение и местообитание
Разпространен е в Гватемала, Еквадор (Галапагоски острови), Колумбия, Коста Рика, Мексико, Никарагуа, Панама, Перу, Салвадор, САЩ (Калифорния) и Хондурас.
Среща се на дълбочина от 1 до 185 m, при температура на водата от 13,7 до 24,6 °C и соленост 33,8 – 35,3 ‰.

## Описание
На дължина достигат до 49,5 cm, а теглото им е не повече от 680 g.
Популацията на вида е стабилна.